# Delta do Pó

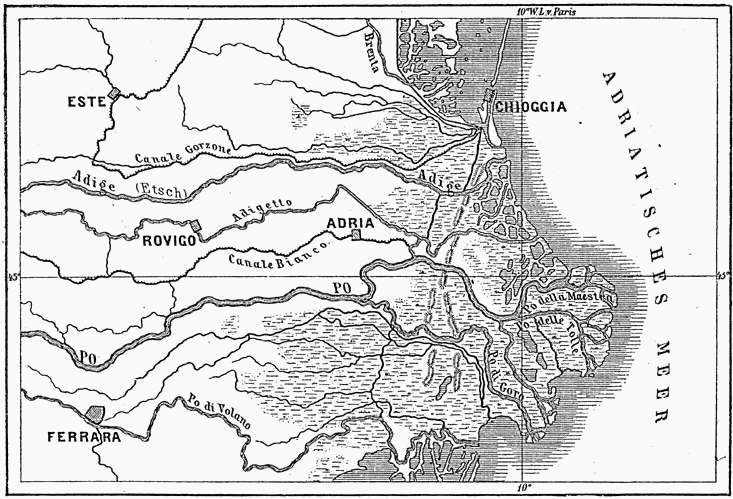
O delta do Pó numa gravura antiga

O delta do Pó é o território correspondente à foz do rio Pó que termina seu curso no mar Adriático entre as províncias italianas de Rovigo e de Ferrara, no nordeste do país.